# Pomnik Wyzwolenia (Pjongjang)
Pomnik Wyzwolenia (kor. 해방탑) – pomnik na wzgórzu Moranbon w stolicy Korei Północnej Pjongjangu w dzielnicy Moranbong na Alei Zwycięstwa upamiętniający poległych żołnierzy radzieckich, którzy brali udział w bitwach o wyzwolenie Korei podczas II wojny światowej. 
Budowa pomnika rozpoczęła się 15 sierpnia 1946 roku, a zakończyła w 1947 r. Pomnik początkowo miał formę obelisku z przytwierdzonymi stalowymi tabliczkami pamiątkowymi z podziękowaniami dla narodu radzieckiego i Józefa Stalina, zaś na jego szczycie znajdował się wizerunek radzieckiego medalu „Za zwycięstwo nad Japonią”. 
W wyniku wojny koreańskiej, pomnik został poważnie uszkodzony, a po wojnie odbudowany ponownie.  
W związku z przemianowaniem obiektów związanych z nazwiskiem Józefa Stalina, pod koniec lat 60. tabliczka z podziękowaniami dla Stalina została zmieniona, wraz medalem na szczycie, który został zastąpiony pięcioramienną czerwoną gwiazdą.  
20 lipca 2000 roku, pomnik odwiedził i złożył wieniec prezydent Rosji Władimir Putin.  